# Cerithiopsis rugulosum
Cerithiopsis rugulosum är en snäckart som först beskrevs av C. B. Adams 1850.  Cerithiopsis rugulosum ingår i släktet Cerithiopsis och familjen Cerithiopsidae. Inga underarter finns listade i Catalogue of Life.